# Genty Akylone

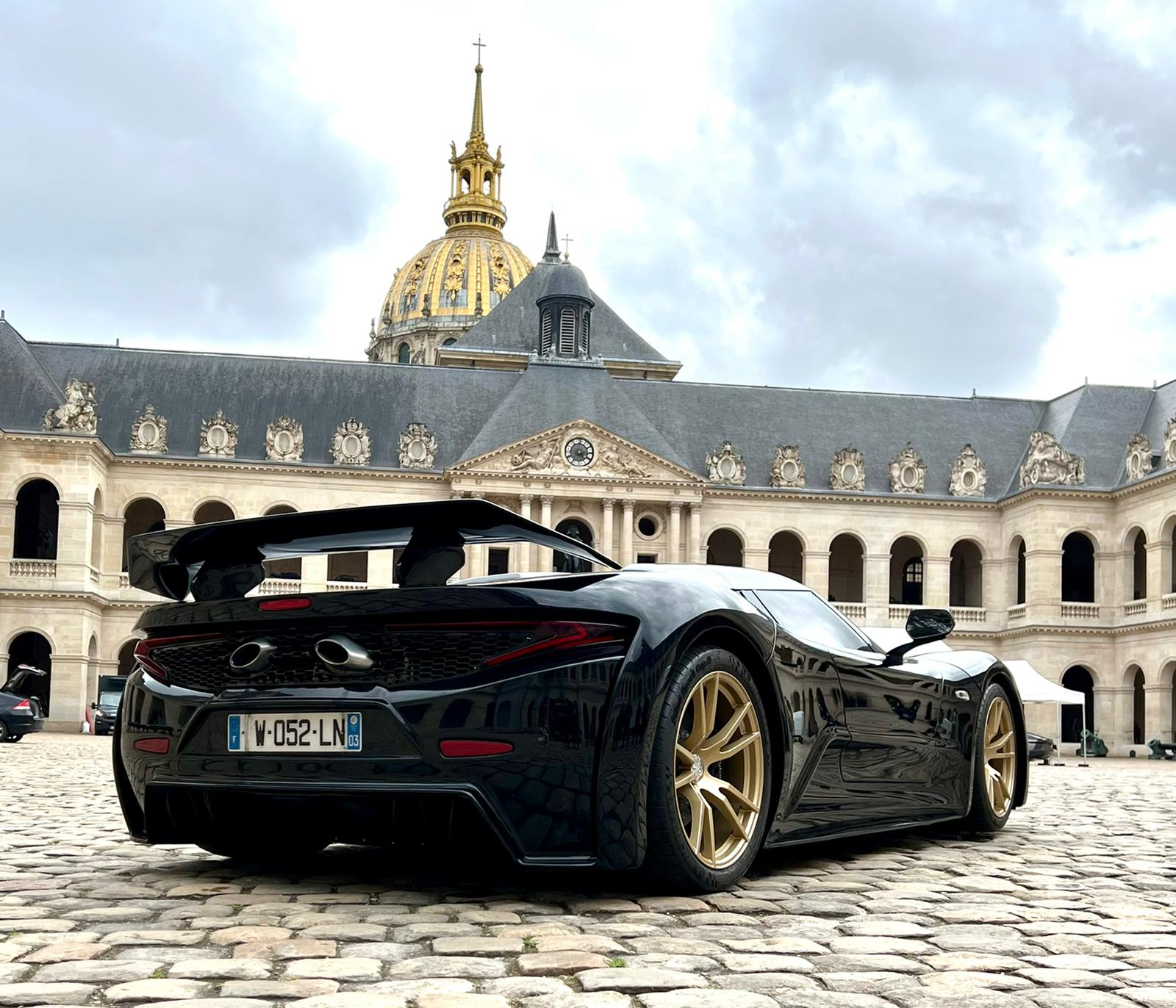
Heckansicht

Der Genty Akylone ist ein Supersportwagen des französischen Unternehmens Genty Automobile. Das auf 15 Coupés und 10 Roadster limitierte Fahrzeug hätte ab 2022 in Saint-Pourçain-sur-Sioule gebaut werden sollen, die Entwicklung begann bereits 2011. Letztendlich entstand im Jahr 2021 aber lediglich ein Entwicklungsfahrzeug.

## Technische Daten
Den Antrieb im Akylone übernimmt ein vor der Hinterachse sitzender 662 kW (900 PS) starker V8-Ottomotor, der von einem 221 kW (300 PS) starken Elektromotor unterstützt wird. Damit beschleunigt der Sportwagen in 2,7 Sekunden auf 100 km/h und erreicht eine Höchstgeschwindigkeit von 350 km/h.
|                            | Akylone                       |
| -------------------------- | ----------------------------- |
| Motorart                   | V10-Ottomotor + Elektromotor  |
| Motoraufladung             | Biturbo                       |
| Hubraum                    | 3500 cm³                      |
| max. Leistung bei min−1    | 894 kW (1200 PS)/7300         |
| max. Drehmoment bei min−1  | 1200 Nm/4500–7000             |
| Antriebsart, serienmäßig   | Hinterradantrieb              |
| Getriebeart, serienmäßig   | Sequentielles 6-Gang-Getriebe |
| Beschleunigung, 0–100 km/h | 2,7 s                         |
| Beschleunigung, 0–200 km/h | 7,2 s                         |
| Beschleunigung, 0–300 km/h | 14,0 s                        |
| Höchstgeschwindigkeit      | 350 km/h                      |
| Leergewicht                | 1380 kg                       |
| Tankinhalt                 | 2 × 48 l                      |